# Brezovica na Bizeljskem
Brezovica na Bizeljskem je naselje u Općini Brežice u istočnoj Sloveniji. Brezovica na Bizeljskem se nalazi u pokrajini Štajerskoj i statističkoj regiji Donjoposavskoj. 

## Stanovništvo
Prema popisu stanovništva iz 2002. godine Brezovica na Bizeljskem je imala 110 stanovnika.

### Etnički sastav
1991. godina:
- Slovenci: 99 (89,2%)
- Hrvati: 1
- Srbi: 1
- nepoznato: 10 (9%)

## Vanjske poveznice
- Satelitska snimka naselja  Arhivirana inačica izvorne stranice od 29. srpnja 2017. (Wayback Machine)